# Rhododendron arboreum
Rhododendron arboreum (Sm.,1805) è una pianta appartenente alla famiglia delle Ericacee.

## Distribuzione e habitat
Si trova in Bhutan, Cina, India, Myanmar, Nepal, Sri Lanka, Pakistan, Tailandiae Vietnam.
È il fiore nazionale del Nepal. In India è l'albero di stato dell'Uttarakhand e il fiore di stato del Nagaland.